# Абсолютная непрерывность
Абсолютная непрерывность — свойство функций и мер, состоящее, неформально говоря, в выполнении теоремы Ньютона — Лейбница о связи между интегрированием и дифференцированием. 
Обычно эта теорема формулируется в терминах интеграла Римана и включает в свои условия интегрируемость производной по Риману. 
При переходе к более общему интегралу Лебега естественное требование существования измеримой производной почти всюду становится слишком слабым, и для выполнения соотношения, аналогичного теореме Ньютона — Лейбница, необходимо более тонкое условие, которое и называется абсолютной непрерывностью. 
Это понятие переносится на меры с помощью производной Радона — Никодима.

## Абсолютно непрерывные функции
Функция {\displaystyle f\left(x\right)} называется абсолю́тно непреры́вной фу́нкцией на конечном или бесконечном отрезке, если для любого {\displaystyle \varepsilon >0} найдётся такое {\displaystyle \delta >0}, что для любого конечного набора попарно непересекающихся интервалов {\displaystyle \left(x_{i},y_{i}\right)} области определения функции {\displaystyle f}, который удовлетворяет условию
{\displaystyle \sum _{i=1}^{n}\left|y_{i}-x_{i}\right|<\delta }, выполнено неравенство
{\displaystyle \sum _{i=1}^{n}\left|f\left(y_{i}\right)-f\left(x_{i}\right)\right|<\varepsilon }.
Абсолютно непрерывная на отрезке функция является равномерно непрерывной, и, следовательно, непрерывной. 
Обратное неверно.

## Свойства
- Всякая абсолютно непрерывная функция имеет на промежутках конечной длины ограниченную вариацию.

- Абсолютно непрерывные функции образуют линейное пространство. Более того, они образуют замкнутое подпространство в пространстве функций ограниченной вариации.

- Произведение абсолютно непрерывных на отрезке конечной длины функций даёт абсолютно непрерывную функцию.

- Каждая абсолютно непрерывная функция представима в виде разности двух неубывающих абсолютно непрерывных функций.

- Пусть {\displaystyle F} абсолютно непрерывная функция на {\displaystyle [a,b]}. Тогда она почти всюду дифференцируема; обобщённая производная {\displaystyle F'} интегрируема по Лебегу и для всех {\displaystyle x\in [a,b]} выполняется равенство:
{\displaystyle \int \limits _{a}^{x}{F'(t)\,dt}=F(x)-F(a)}.

- Обратно, функция, имеющая на интервале интегрируемую по Лебегу обобщённую производную, является абсолютно непрерывной на нём, с точностью до множества лебеговой меры ноль.

- Если функция {\displaystyle f(x)} абсолютно непрерывна на отрезке {\displaystyle [a,b]} и {\displaystyle F(y)} абсолютно непрерывна на отрезке, содержащем все значения {\displaystyle f(x)}, то для того, чтобы суперпозиция {\displaystyle F[f(x)]} была абсолютно непрерывна, необходимо и достаточно, чтобы она была функцией с ограниченной вариацией (теорема Фихтенгольца).

- Каждая абсолютно непрерывная функция обладает свойством Лузина.
- Вариация {\displaystyle V_{a}^{x}(f)} абсолютно непрерывной функции {\displaystyle f} является абсолютно непрерывной.
- Пусть {\displaystyle f} и {\displaystyle g} абсолютно непрерывны на {\displaystyle [a,b]}, тогда для них справедлива классическая формула интегрирования по частям.
- Пусть {\displaystyle f} дифференцируема в каждой точке отрезка {\displaystyle [a,b]} (важно! что именно в каждой точке), причем {\displaystyle f'} интегрируема на {\displaystyle [a,b]} в смысле Лебега, тогда {\displaystyle f} абсолютно непрерывна.

### Примеры
- Любая липшицева функция является абсолютно непрерывной.

Следующие функции являются непрерывными, но не абсолютно непрерывными:
- функция Кантора;
- функция

{\displaystyle f(x)={\begin{cases}0,&{\mbox{if }}x=0\\x\sin(1/x),&{\mbox{if }}x\neq 0\end{cases}}}
на конечных интервалах, содержащих 0;
- функция {\displaystyle f(x)=x^{2}} на неограниченных интервалах.